# محمد الهادي
محمد الهادي (اسمه الكامل هو محمد الهادي حجّام) كان ممثلاً مسرحيًا تونسيًا، ولد في 11 فيفري 1929 بالحلفاوين بمدينة تونس. عمل كنجّار، وكان ينضم لفرقة الشهاب التمثيلي في أوقات فراغه، ثم عمل في الفرقة المسرحية الإذاعية.

## أدواره

### أدوارهالمسرحية
- الحاج كلوف
- زينب ورشاد
- عمتي عائشة راجل
- ألف كذبة وكذبة
- الجمل ضحك ضحكة
- أحدب الكنيسة

### أدوارهالتلفزية
- القلب الكبير
- عمتي عائشة راجل
- ألف كذبة وكذبة
- الجمل ضحك ضحكة
- أمي تراكي
- محكمة وبعد

### أدوارهالسينمائية
- السنوات العشر

توفي يوم الجمعة 22 جانفي 2010